# 民主統一党 (北アイルランド)
民主統一党（みんしゅとういつとう、英: Democratic Unionist Party、略称: DUP）は、イギリス・北アイルランドの保守政党。民主連合党（みんしゅれんごうとう）、民主ユニオニスト党（みんしゅユニオニストとう）とも。北アイルランドの連合王国帰属維持を主張する統合主義諸政党のなかでは最右派・強硬派とされる。1971年創設。党首はギャビン・ロビンソン。国政では、2017年から2019年まで保守党政権（第2次メイ内閣）に閣外協力した。

## 政策
北アイルランドのプロテスタント教会（特にキリスト教根本主義や福音派）と強い関係を持っており、プロテスタント政党と考えられている。党幹部の多くは、プロテスタント組織のオレンジ結社に所属している。その主張はイギリスとの統合のほか、国民保守主義、社会保守主義ともされ、同性愛、妊娠中絶にも厳しい態度を打ち出している。また、学校教育で創造論を教えることを主張し、地球温暖化に対する懐疑論を主張している。

## 歴史
1971年、イアン・ペイズリーらにより結党。北アイルランド問題において、1998年のベルファスト合意に反対するなど、ユニオニスト右派として強硬な姿勢をとり続けた。アルスター統一党がベルファスト合意に応じると、代わって強硬なユニオニストの支持を集め、党勢でも凌ぐようになった。
2006年のセント・アンドリューズ合意にようやく応じ、再建された北アイルランド政府に入った。北アイルランド政府では、「ナショナリスト（アイルランド民族主義者）」のシン・フェイン党と連立を組み、民主統一党が首相を、シン・フェイン党が副首相を占め、両者の権限は対等とされた。
2012年より、民主統一党主導で再生可能エネルギー導入計画を進めていたが、制度の欠陥から巨額の損失を出した。シン・フェイン党は、自治政府首相のフォスター（民主統一党党首）の責任を追及し、辞職を要求したが、フォスターは拒んだ。結果として、シン・フェイン党のマクギネス副首相が辞職し、共同統治のため、フォスターも自動的に失職した。
2017年3月に行われた北アイルランド議会選挙は、定数108から90に減らされた。民主統一党は10議席減の28議席と第1党を維持したが、シン・フェイン党は1議席減の27議席となり、1議席差にまで迫った。両党の膠着状態はその後も続き、北アイルランド政府は機能停止の状態が続いている。一方、2017年6月8日投開票の2017年イギリス総選挙では2議席を上積みし、10議席を獲得した。シン・フェイン党は3議席増の7議席で、左右の両極に議席が集まる結果になった。
2017年6月の英国総選挙で、与党保守党は過半数割れし、他のどの党も過半数を得られなかった（ハング・パーラメント）。保守党は、民主統一党とのen:Confidence and supply（内閣信任と予算案賛成を条件とした部分連合）、あるいは閣外協力協議を始め、民主統一党はメイ政権を支える方針を打ち出した。6月26日、次の内容で閣外協力の合意に達した。これにより、北アイルランドのために2年間で10億ポンド（約1420億円）の追加予算が組まれることになった。
1. DUPは、ブレグジットに関連した法案と、国家安全保障に関する法案で、政府に全て賛成する。
2. 政府とDUPは、合意の履行に努力する。協議のために調整委員会を設けるが、北アイルランド国務長官は参加しない。
3. 政府は、年金トリプルロック[15]と、冬期燃料費援助を継続する[16]。
4. 両者は、NATOが加盟国に要請している、国内総生産の最低2%を軍事費に計上することに合意する。
5. 両者は、北アイルランドで非常に成功した予備軍を支援するための選択肢を検討する。
6. 両者は、北アイルランドの農業の重要性、成長性を認識する。また、欧州連合離脱における有力な交渉材料になることでも一致した。
7. 政府は、議会が終了するまで（次の総選挙まで）、北アイルランドの農業支援を現状の規模で続ける。今後の農業支援の枠組みは、さらに議論を続ける。
8. 両者は、北アイルランドの将来について、（イギリス全体の）国民の同意がなければ国民投票を行わないことを合意する[17]。
9. 両者は、ベルファスト合意及びその後に行われた合意に完全に従う。
10. DUPは、北アイルランド政府の早期復旧の必要性を認識し、合意を得ることを肯定する。政府は、北アイルランドの当事者及び、アイルランド政府との協力を継続する。
11. DUPは、北アイルランドの諸問題の協議で、政府の判断に関与しない。従来より引き続き、当事者として参加する。

2019年12月の総選挙の結果、保守党の議席数が下院半数を大きく上回ったため、上記の閣外協力関係は終了した。
2022年2月、イギリスのEU離脱後に北アイルランドとイギリス本土との間の貿易に支障が生じたとして民主統一党所属のポール・ギヴァン首相が辞任。同年5月5日執行の北アイルランド議会選挙を経ても民主統一党は自治政府への参加をボイコットし、この影響で新政権が発足できない状態が続いたが、2024年1月になって北アイルランドの主要政党がイギリス政府と貿易ルール運用を変更することで大筋合意し、民主統一党の自治政府への復帰が決定。2月3日に北アイルランド議会にてエマ・リトル＝ペンジェリーが自治政府副首相に選出された。
2024年3月29日、党首のジェフリー・ドナルドソンが過去の性犯罪容疑で起訴されたことを受け、司法手続きの結果が出るまでの党員資格停止と、ギャロン・ロビンソンを全会一致で暫定党首に任命したことが発表された。その後、5月に正式にロビンソンが党首に就任した。